# Giver
En giver (engelsk og anglisering donor) eller donator er generelt en person, instans (fx organisation eller regering), som giver noget frivilligt. Udtrykket bruges normalt til at repræsentere en form for ren altruisme, men bruges nogle gange, når en tjeneste købes - og tjenesten af alle parter anerkendes som værende mindre værd end værdien af donationen (betalingen) - og at motivationen er altruistisk.
I erhvervsret er en giver en person, der giver gaven - og en gavemodtager den person, der modtager gaven.
Mere bredt bruges udtrykket til at henvise til enhver enhed, der tjener som kilden til noget, der overføres til en anden enhed, herunder - på videnskabelige områder - kilden til stof eller energi, der overføres fra et objekt til et andet.
Eksempler hvor en giver er involveret:
- Velgører
- Patronage
- Mæcen
- Sponsor
- Pengedonation
- Bloddonor
- Organdonor
- Sæddonor